# Vytautas Astrauskas (Mediziner)
Vytautas Astrauskas (*  23. März 1927 in Maceniai, Rajongemeinde Plungė; † 26. August 2004 in Vilnius) war ein litauischer Rheumatologe und Politiker.

## Leben
Von 1940 bis 1946 besuchte Astrauskas das Gymnasium Plungė. Nach dem Abitur absolvierte er von 1946 bis 1952 das Diplomstudium der Medizin an der Vilniaus universitetas. 1968 promovierte und 1972 habilitierte Astrauskas in Medizin. Er war Professor. Von 1968 bis 1992 war Astrauskas Mitarbeiter des Forschungsinstituts der klinischen Medizin, ab 1964 Leiter des Labors in Vilnius. Von 1955 bis 1956 war er Deputat im Rat der Stadtgemeinde Vilnius. Ab 1962 leitete er den Verein der litauischen Endokrinologen. Von 1992 bis 1996 war er Mitglied im Seimas.
Von 1955 bis 1990 war Astrauskas Mitglied der KPdSU, danach von Lietuvos demokratinė darbo partija und ab 1996 der Krikščionių demokratų sąjunga.
Astrauskas war verheiratet und hatte zwei Töchter.